# Douglas Smythe
Douglas „Doug“ Smythe (* vor 1988) ist ein Spezialeffektkünstler.

## Leben
Smythe begann seine Karriere Ende der 1980er Jahre bei Industrial Light & Magic und hatte sein Spielfilmdebüt 1989 mit Ron Howards Abenteuerfilm Willow. In der Folge arbeitete er an einer Reihe von Hollywood-Blockbustern wie James Camerons Abyss – Abgrund des Todes und Terminator 2 – Tag der Abrechnung, Steven Spielbergs Indiana Jones und der letzte Kreuzzug sowie Robert Zemeckis’ Zurück in die Zukunft II und Zurück in die Zukunft III.
Für seine Arbeit an Robert Zemeckis’ Komödie Der Tod steht ihr gut wurde er 1993 mit dem BAFTA Film Award in der Kategorie Beste visuelle Effekte und dem Oscar in der Kategorie Beste visuelle Effekte ausgezeichnet. Zusätzlich erhielt er für das von ihm mitentwickelte und in dem Film erstmals zum Einsatz gebrachte MORF-System den Oscar für technische Verdienste.
1994 erhielt er den Oscar für Wissenschaft und Entwicklung für Konzept und Entwicklung eines digitalen Retuschiersystems zur Entfernung von Verschmutzungen von Filmaufnahmen. 1996 wurde Smythe für die Pionierarbeit am digitalen ILM-Filmabmischsystem mit einem weiteren Oscar für technische Verdienste ausgezeichnet.
Zu seinen späteren Arbeiten gehören Filme aus den Star-Wars- und Star-Trek-Franchises, Gore Verbinskis Pirates of the Caribbean – Fluch der Karibik 2 und Pirates of the Caribbean – Am Ende der Welt sowie die Marvel-Superheldenfilme Iron Man und Iron Man 2.

## Filmografie (Auswahl)
- 1988: Willow
- 1989: Abyss – Abgrund des Todes (The Abyss)
- 1989: Indiana Jones und der letzte Kreuzzug (Indiana Jones and the Last Crusade)
- 1989: Zurück in die Zukunft II (Back to the Future Part II)
- 1990: Jagd auf Roter Oktober (The Hunt for Red October)
- 1990: Zurück in die Zukunft III (Back to the Future Part III)
- 1991: Terminator 2 – Tag der Abrechnung (Terminator 2: Judgment Day)
- 1992: Der Tod steht ihr gut (Death Becomes Her)
- 1994: Star Trek: Treffen der Generationen (Star Trek Generations)
- 1999: Star Wars: Episode I – Die dunkle Bedrohung (Star Wars: Episode I – The Phantom Menace)
- 2001: A.I. – Künstliche Intelligenz (A.I. – Artificial Intelligence)
- 2006: Pirates of the Caribbean – Fluch der Karibik 2 (Pirates of the Caribbean: Dead Man’s Chest)
- 2007: Pirates of the Caribbean – Am Ende der Welt (Pirates of the Caribbean: At World’s End)
- 2008: Iron Man
- 2010: Iron Man 2
- 2014: Noah

## Auszeichnungen (Auswahl)
- 1993: BAFTA-Film-Award-Nominierung in der Kategorie Beste visuelle Effekte für Der Tod steht ihr gut
- 1993: Oscar in der Kategorie Beste visuelle Effekte für Der Tod steht ihr gut
- 1993: Oscar für technische Verdienste für die Entwicklung und ersten Einsatz des MORF-Systems
- 1994: Oscar für Wissenschaft und Entwicklung für Konzept und Entwicklung eines digitalen Retuschiersystems
- 1996: Oscar für technische Verdienste für die Pionierarbeit am digitalen ILM-Filmabmischsystem